# シンナミルアルコール
シンナミルアルコール（cinnamyl alcohol）は、蘇合香やペルーバルサム、シナモンの葉にエステル型として存在する有機化合物である。桂皮アルコール などとも呼ばれる。純粋なものは白色の結晶であるが、微量の不純物があると黄色の油状となる。蘇合香の加水分解によって得られる。
シンナミルアルコールはヒアシンスの芳香を持つため、香水やデオドラントに使われている。
シンナミルアルコール類であるp-ヒドロキシシンナミルアルコール(p-クマリルアルコール)、コニフェリルアルコール、シナピルアルコールはモノリグノールとよばれ、リグニンの前駆体である。

## 安全性
シンナミルアルコールは人によってアレルギー反応を引き起こすことがある。